# Иннокентий (Кременский)
Епископ Иннокентий (в миру Иван Павлович Кременский; 12 (24) ноября 1864, Шацкий уезд, Тамбовская губерния — 27 декабря 1917 (9 января 1918)) — епископ Русской православной церкви, епископ Вольский, викарий Саратовской епархии. Экзегет.

## Биография
Родился 12 ноября 1864 года в семье протоиерея Тамбовской епархии.
Окончил Казанскую духовную семинарию (1888). В 1892 году окончил Казанскую духовную академию со степенью кандидата богословия и определён учителем образцовой школы при Казанской духовной семинарии.
В 1893 году назначен преподавателем Кишинёвской духовной семинарии.
В 1896 году — помощник смотрителя Сарапульского духовного училища.
2 мая 1898 года принял монашество, а 6 мая того же года рукоположён во иеромонаха и назначен смотрителем Ливенского духовного училища.
С 1900 года — инспектор Казанской духовной семинарии.
В 1901 году возведён в сан архимандрита и назначен ректором Томской духовной семинарии.
В 1903 году переведён в Псков настоятелем Спасо-Мирожского монастыря, а в 1904 году переведён в Москву, где был настоятелем Московского Высоко-Петровского монастыря.
В 1905 году назначен членом Духовной Консистории.
15 февраля 1908 года был назначен епископом Кинешемским, викарием Костромской епархии. 24 февраля в Москве в Успенском соборе состоялась архиерейская хиротония. Чин хиротонии совершали: митрополит Московский и Коломенский Владимир (Богоявленский), епископ Рязанский и Зарайский Никодим (Боков); епископ Дмитровский Трифон (Туркестанов), епископ Серпуховский Анастасий (Грибановский); епископы: Иоанн и Григорий.
С 28 июля 1911 года — епископ Царевский, викарий Астраханской епархии. 
Сыграл большую роль в подготовке канонизации митрополита Астраханского Иосифа, убитого в 1670 году казаками Степана Разина.
2 сентября 1917 года — епископ Вольский, викарий Саратовской епархии.
27 декабря 1917 / 9 января 1918 года скончался от паралича сердца.